# حسن نمازی (بانک‌دار)
حسن نمازی (زادهٔ ۲۷ ژانویهٔ ۱۹۵۰) بانکدار سرمایه‌گذار و مجرم محکوم مولتی میلیونر ایرانی آمریکایی است.
نمازی در ۱۹۵۰ در واشینگتن دی سی به دنیا آمد. پدرش محمد نمازی تاجر و سرمایه‌دار ایرانی بود. حسن نمازی از جمله جمع‌آوری کنندگان ارشد کمک‌های مالی به حزب دمکرات آمریکاست. پرزیدنت بیل کلینتون او را در سال ۱۹۹۹ برای مقام سفارت آمریکا در آرژانتین معرفی کرد ولی این نامزدی پس گرفته شد. در سال ۲۰۰۹ به اتهام اخذ وام بر اساس اطلاعات غلط از بانک سیتی بازداشت شد. کلاهبرداری او بیش از ۱۰۰ میلیون دلار اعلام شد. نمازی به ۱۲ و نیم سال زندان محکوم شد. حسن نمازی، رئیس امور مالی کمپین ریاست جمهوری ۲۰۰۸ هیلاری کلینتون بود و ۵۰۰۰۰ دلار هم به کمپین اوباما کمک مالی داده بود.
در ژانویه ۲۰۱۹ وکلای نمازی که ۸ سال و نیم در زندان به سر برده خواهان آزادی پیش از موعد او با استفاده از قانون جدید اصلاحات کیفری امضا شده توسط رئیس‌جمهور دونالد ترامپ شدند. نمازی در بهار ۲۰۱۹ با استفاده از قانون امضا شده توسط رئیس‌جمهور ترامپ زودتر از موعد از زندان آزاد شد. او ادامه محکومیتش را در حصر خانگی به سر خواهد برد. نمازی گفت با این که طرفدار رئیس جمهور ترامپ نبوده از این جهت که او بانی «بزرگترین قوانین اصلاحات زندان‌ها در یک نسل» بوده وامدار او و دستیارانش است.